# Boncourt (Aisne)
Pour les articles homonymes, voir Boncourt.
Boncourt est une commune française située dans le département de l'Aisne, en région Hauts-de-France.

## Géographie

### Localisation
Boncourt est bâtie sur une éminence assez abrupte, à 25 km au nord-est de Laon. Le bas du village et une partie de son territoire au sud sont situés dans une petite vallée comme la colline qui se prolonge à l'ouest jusqu'à Sainte-Preuve. Au-dessus du village, le pays est plat. Quatre routes principales se coupant en croix dans le haut de la commune, conduisent à Sissonne, Montcornet, Bucy et Lappion. Les fermes de Saint-Acquaire sont situées à environ trois kilomètres au nord-est du chef-lieu.

### Cadre naturel
Les terres sont divisées en trois catégorie : les terres siliceuses, environ 17 ha, les terres calcaires, environ 31 ha et les terres argileuses, environ 1 246 ha.
Un seul fossé allant de l'est à l'ouest se trouve dans le bas du pays. Ce fossé dans lequel coule parfois de l'eau de source dans les années humides et pluvieuses remonte jusque dans les Ardennes et va se terminer dans les marais de Chivres.
Le pays, autrefois fort boisé et comprenant une étendue d'environ 171 ha, ne compte plus aujourd'hui, par suite de défrichement que 10,5 ha environ. Si l'essence principale est le chêne, on y trouve aussi quelques charmes.

### Hydrographie
La commune est située dans le bassin Seine-Normandie. Elle est drainée par le Pointy,.
Le Pointy, d'une longueur de 12 km, prend sa source dans la commune de Dizy-le-Gros et se jette  dans la Souche à Liesse-Notre-Dame, après avoir traversé sept communes.

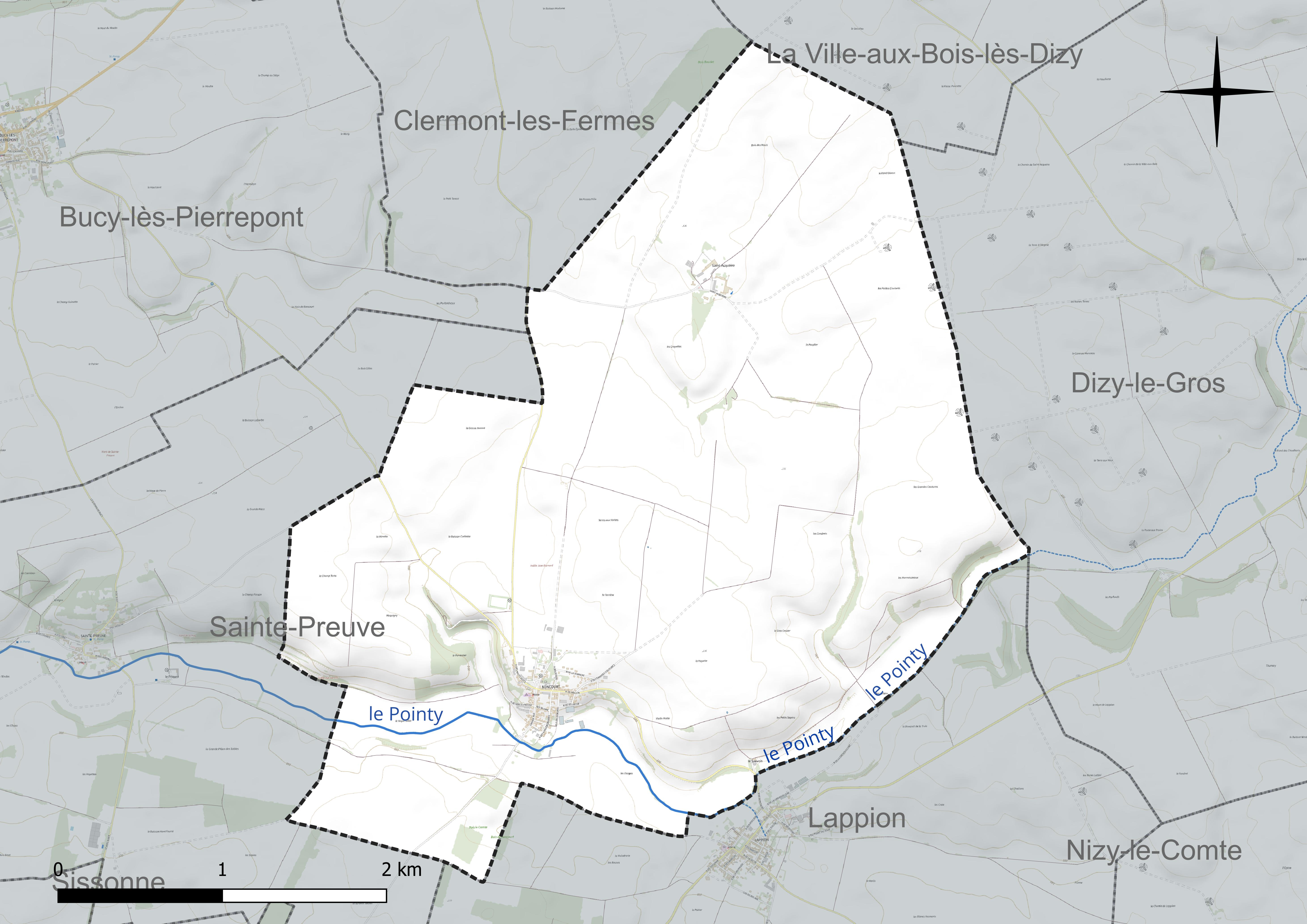
Réseau hydrographique de Boncourt.

### Climat
Pour des articles plus généraux, voir Climat des Hauts-de-France et Climat de l'Aisne.
En 2010, le climat de la commune est de type climat océanique dégradé des plaines du Centre et du Nord, selon une étude du CNRS s'appuyant sur une série de données couvrant la période 1971-2000. En 2020, Météo-France publie une typologie des climats de la France métropolitaine dans laquelle la commune est exposée à un climat océanique altéré et est dans la région climatique Nord-est du bassin Parisien, caractérisée par un ensoleillement médiocre, une pluviométrie moyenne régulièrement répartie au cours de l'année et un hiver froid (3 °C).
Pour la période 1971-2000, la température annuelle moyenne est de 10,2 °C, avec  une amplitude thermique annuelle de 15,3 °C. Le cumul annuel moyen de précipitations est de 786 mm, avec 12,5 jours de précipitations en janvier et 9,1 jours en juillet. Pour la période 1991-2020 la température moyenne annuelle observée sur la station météorologique la plus proche, située sur la commune de La Selve à 6 km à vol d'oiseau, est de 10,8 °C et le cumul annuel moyen de précipitations est de 710,7 mm,. Pour l'avenir, les paramètres climatiques de la commune estimés pour 2050 selon différents scénarios d'émission de gaz à effet de serre sont consultables sur un site dédié publié par Météo-France en novembre 2022.

## Urbanisme

### Typologie
Au 1er janvier 2024, Boncourt est catégorisée commune rurale à habitat dispersé, selon la nouvelle grille communale de densité à 7 niveaux définie par l'Insee en 2022.
Elle est située hors unité urbaine et hors attraction des villes,.

### Occupation des sols
L'occupation des sols de la commune, telle qu'elle ressort de la base de données européenne d'occupation biophysique des sols Corine Land Cover (CLC), est marquée par l'importance des territoires agricoles (97,2 % en 2018), une proportion sensiblement équivalente à celle de 1990 (97,5 %). La répartition détaillée en 2018 est la suivante : terres arables (96,2 %), zones urbanisées (2,8 %), zones agricoles hétérogènes (1,1 %).
L'évolution de l'occupation des sols de la commune et de ses infrastructures peut être observée sur les différentes représentations cartographiques du territoire : la carte de Cassini (XVIIIe siècle), la carte d'état-major (1820-1866) et les cartes ou photos aériennes de l'IGN pour la période actuelle (1950 à aujourd'hui).

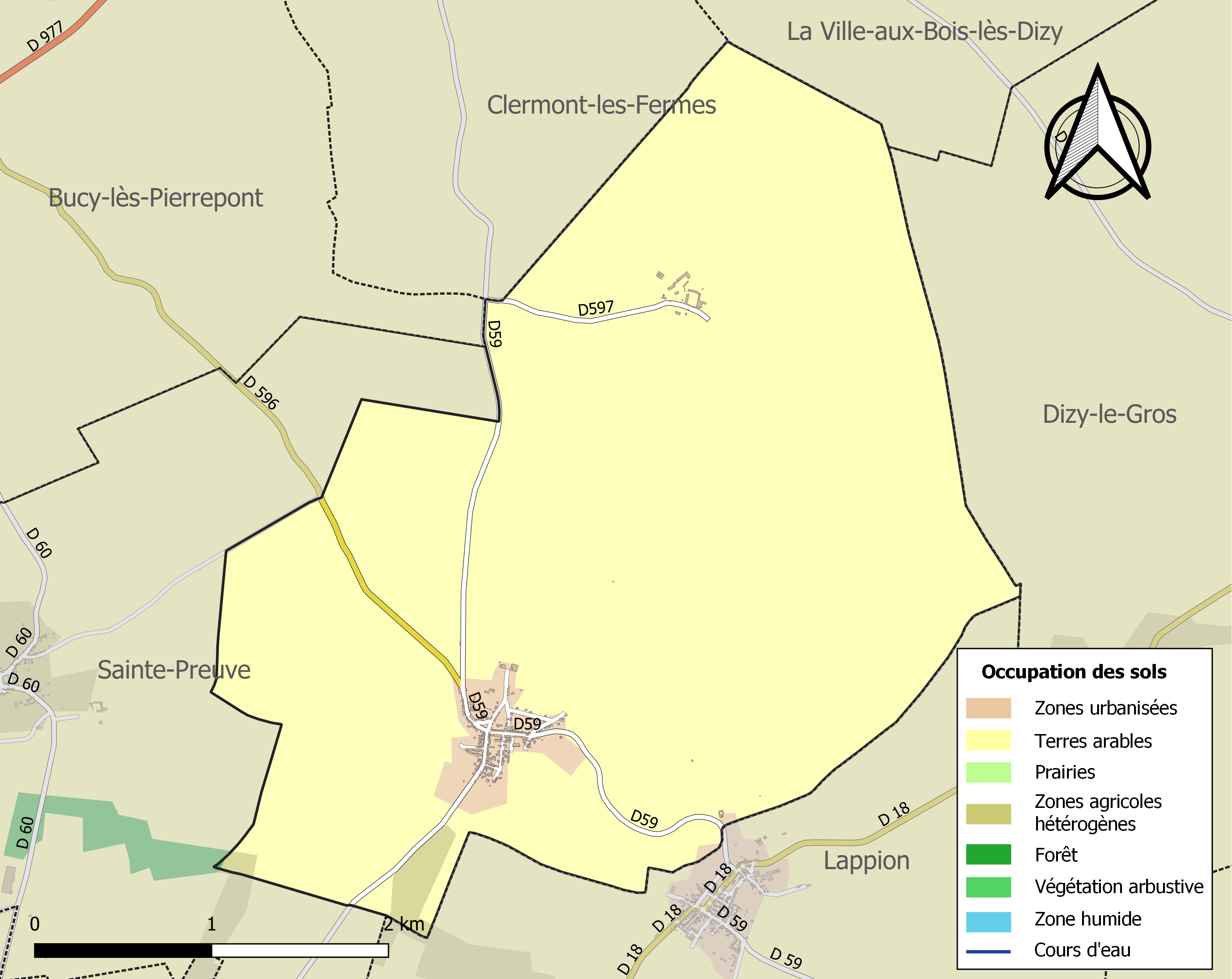
Carte des infrastructures et de l'occupation des sols de la commune en 2018 (CLC).

## Toponymie
Le nom de la localité est attesté sous les formes Bouncurtis (1107) ; Boncurtis (1138) ; Boncort (1157) ; Bouncort (1157) ; Buncurt (1169) ; Hospitale de Bona curia (1225).

## Histoire

### Les Hospitaliers
Siège d'une importante commanderie des Hospitaliers de l'ordre de Saint-Jean de Jérusalem.
L'église Saint-Jean est bâtie en dehors du village, au nord de celui-ci et fait partie des propriétés ayant appartenu autrefois aux hospitaliers. Cette église est placée sous le vocable de saint Jean-Baptiste dont la fête est célébrée le 24 juin.
Les Hospitaliers paraissent avoir été attirés en Laonnois par l'évêque de Laon Barthélemy de Jur, qui est à l'origine d'autres fondations. Ils étaient fixés à Boncourt dès 1133.

## Politique et administration

### Découpage territorial
La commune de Boncourt est membre de la communauté de communes de la Champagne Picarde, un établissement public de coopération intercommunale (EPCI) à fiscalité propre créé le 22 décembre 1995 dont le siège est à Saint-Erme-Outre-et-Ramecourt. Ce dernier est par ailleurs membre d'autres groupements intercommunaux.
Sur le plan administratif, elle est rattachée à l'arrondissement de Laon, au département de l'Aisne et à la région Hauts-de-France. Sur le plan électoral, elle dépend du canton de Villeneuve-sur-Aisne pour l'élection des conseillers départementaux, depuis le redécoupage cantonal de 2014 entré en vigueur en 2015, et de la première circonscription de l'Aisne  pour les élections législatives, depuis le dernier découpage électoral de 2010.

### Administration municipale
| Période                                  | Période                       | Identité          | Étiquette | Qualité     |
| ---------------------------------------- | ----------------------------- | ----------------- | --------- | ----------- |
| Les données manquantes sont à compléter. |                               |                   |           |             |
| avant 1875                               | après 1876                    | M. Gérard         |           |             |
| Les données manquantes sont à compléter. |                               |                   |           |             |
| mars 2001                                | juillet 2020                  | Christian Gérard, | DVD       | Agriculteur |
| juillet 2020                             | En cours (au 18 juillet 2020) | Régine Redmer     |           |             |

## Population et société

### Démographie
L'évolution du nombre d'habitants est connue à travers les recensements de la population effectués dans la commune depuis 1793. Pour les communes de moins de 10 000 habitants, une enquête de recensement portant sur toute la population est réalisée tous les cinq ans, les populations de référence des années intermédiaires étant quant à elles estimées par interpolation ou extrapolation. Pour la commune, le premier recensement exhaustif entrant dans le cadre du nouveau dispositif a été réalisé en 2006.

En 2022, la commune comptait 270 habitants, en évolution de +3,45 % par rapport à 2016 (Aisne : −1,97 %, France hors Mayotte : +2,11 %).
| 1793 | 1800 | 1806 | 1821 | 1831 | 1836 | 1841 | 1846 | 1851 |
| ---- | ---- | ---- | ---- | ---- | ---- | ---- | ---- | ---- |
| 386  | 383  | 405  | 420  | 496  | 481  | 481  | 436  | 434  |

| 1856 | 1861 | 1866 | 1872 | 1876 | 1881 | 1886 | 1891 | 1896 |
| ---- | ---- | ---- | ---- | ---- | ---- | ---- | ---- | ---- |
| 450  | 410  | 411  | 417  | 459  | 450  | 391  | 402  | 378  |

| 1901 | 1906 | 1911 | 1921 | 1926 | 1931 | 1936 | 1946 | 1954 |
| ---- | ---- | ---- | ---- | ---- | ---- | ---- | ---- | ---- |
| 361  | 394  | 404  | 353  | 363  | 368  | 343  | 355  | 378  |

| 1962 | 1968 | 1975 | 1982 | 1990 | 1999 | 2006 | 2011 | 2016 |
| ---- | ---- | ---- | ---- | ---- | ---- | ---- | ---- | ---- |
| 332  | 290  | 233  | 232  | 237  | 225  | 233  | 254  | 261  |

| 2021 | 2022 | - | - | - | - | - | - | - |
| ---- | ---- | - | - | - | - | - | - | - |
| 265  | 270  | - | - | - | - | - | - | - |

## Équipements et services
Boncourt bénéficie d'un service d'incendie qui peut réaliser des interventions d'urgence dans la commune et les localités avoisinantes.
La nouvelle salle des fêtes est construite sur l'ancien dépotoir de la commune, appelé communément la Carrière.

## Économie
La commune dispose d'un gîte rural.

## Culture locale et patrimoine

### Lieux et monuments

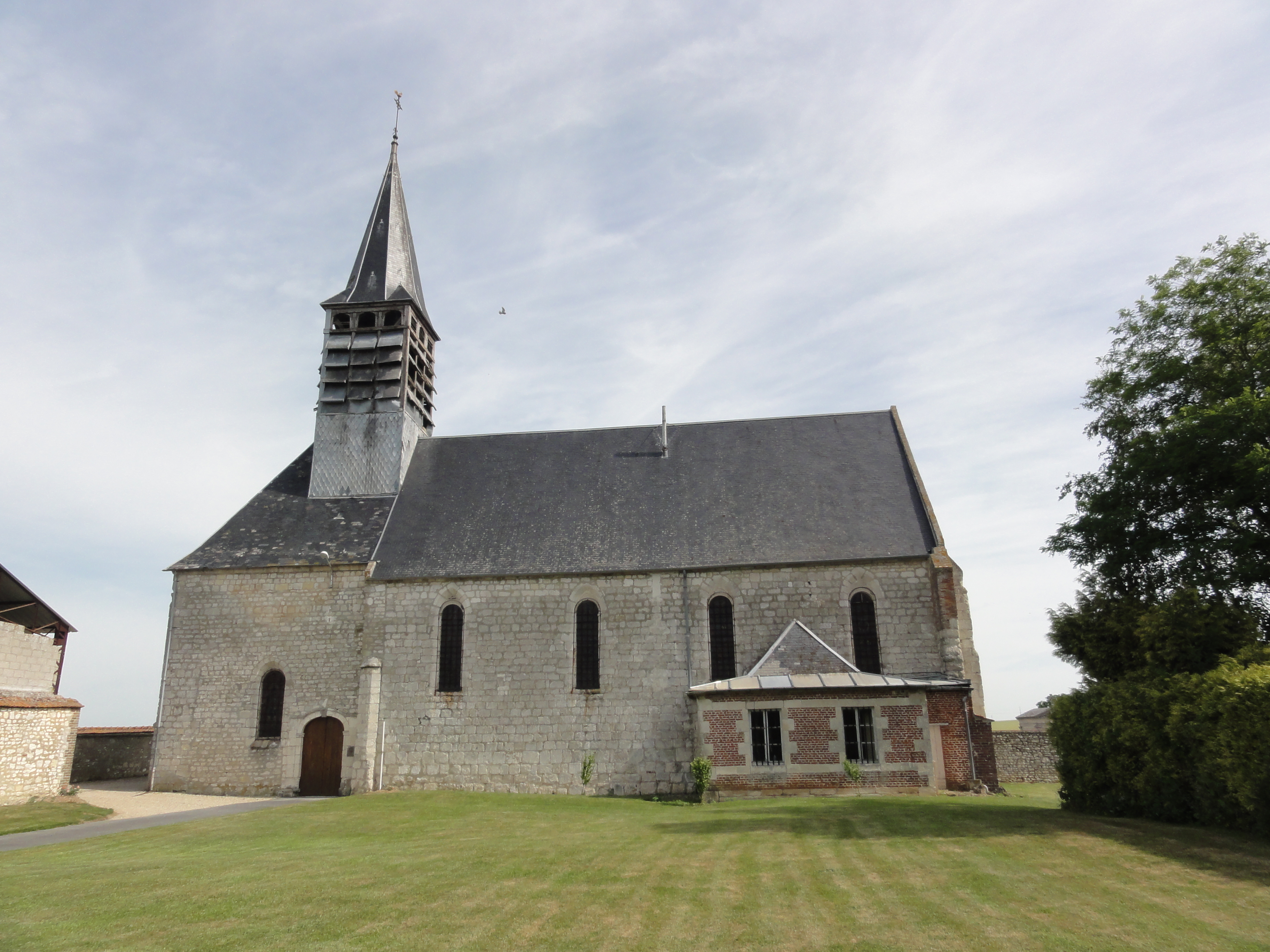
Église.

- L'église Saint-Jean-Baptiste de Boncourt se compose d'un grand vaisseau, fort bien restaurée à l'intérieur (sa longueur intérieure est de 27,50 m, sa largeur de 8 m). À ce grand vaisseau viennent s'accoler dans l'angle vers le long pan, une sacristie ainsi que sur le pignon à l'ouest, un porche, plus étroit et plus bas que le vaisseau central. L'autel est situé contre le pignon. Le fronton du retable présente deux vases de roses reliés par des guirlandes de roses, en pierres sculptées.
Sur les deux côtés, deux petites colonnettes en pierre imitant le marbre, garnies d'une tête d'ange au milieu. Formant fond, une boite représentant le baptême de N.S. En bas, l'autel forme un renforcement dans lequel on voit une sculpture représentant la mort de saint Joseph, Marie et Jésus l'assistant à ses derniers moments.
Le cimetière s'étend derrière l'église et l'on y accède en traversant le porche.
La plus grande particularité de cette église au XIXe siècle fut l'absence du clocher jusqu'à ce que Mgr Duval bénisse le nouveau clocher (actuel) le 6 novembre 1892. La toiture est très haute ; une espèce de lucarne pratiquée dans cette toiture permet à l'unique cloche de se faire entendre. Un escalier à palier dans l'intérieur de l'église conduit à ce clocher d'un nouveau genre.
- La chapelle Saint-Jean-Baptiste de Saint-Acquaire, datant du XIXe siècle, est le nouvel oratoire construit à l'extérieur de la ferme remplaçant l'ancienne chapelle de la commanderie détruite au milieu du XVIIIe siècle pour faire place à des bergeries. Cette chapelle sous l'invocation de saint Jean-Baptiste, située devant le puits commun, avait 30 pieds (9,60 m) de long sur 20 pieds (6,50 m) de large.

### Héraldique
| Blason de Boncourt | Blason  | Écartelé ; au premier et au quatrième d'azur à une fleur de lys d'or, au deuxième de gueules à une croix d'argent, au troisième de gueules à un épis de blé tigé d'or posé en bande.       |
| Blason de Boncourt | Détails | Fief de l'ancien domaine royal (lys). Une importante commanderie des chevaliers de l'Ordre de Jérusalem y a été créée (croix d'argent). Terres agricoles (épis). Création adoptée le 2022. |

## Pour approfondir